# BWF Super Series 2016
Die BWF Super Series 2016 war die zehnte Saison der BWF Super Series im Badminton. Zum Abschluss der Saison wurde das BWF Super Series Finale ausgetragen.

## Resultate
| Veranstaltung | Herreneinzel             | Dameneinzel       | Herrendoppel                                   | Damendoppel                             | Mixed                                       |
| ------------- | ------------------------ | ----------------- | ---------------------------------------------- | --------------------------------------- | ------------------------------------------- |
| England       | Lin Dan                  | Nozomi Okuhara    | Vladimir Ivanov Ivan Sozonov                   | Misaki Matsutomo Ayaka Takahashi        | Praveen Jordan Debby Susanto                |
| Indien        | Kento Momota             | Ratchanok Intanon | Markus Fernaldi Gideon Kevin Sanjaya Sukamuljo | Misaki Matsutomo Ayaka Takahashi        | Lu Kai Huang Yaqiong                        |
| Malaysia      | Lee Chong Wei            | Ratchanok Intanon | Kim Gi-jung Kim Sa-rang                        | Tang Yuanting Yu Yang                   | Tontowi Ahmad Liliyana Natsir               |
| Singapur      | Sony Dwi Kuncoro         | Ratchanok Intanon | Fu Haifeng Zhang Nan                           | Nitya Krishinda Maheswari Greysia Polii | Ko Sung-hyun Kim Ha-na                      |
| Indonesien    | Lee Chong Wei            | Tai Tzu-ying      | Lee Yong-dae Yoo Yeon-seong                    | Misaki Matsutomo Ayaka Takahashi        | Xu Chen Ma Jin                              |
| Australien    | Hans-Kristian Vittinghus | Saina Nehwal      | Markus Fernaldi Gideon Kevin Sanjaya Sukamuljo | Bao Yixin Chen Qingchen                 | Lu Kai Huang Yaqiong                        |
| Japan         | Lee Chong Wei            | He Bingjiao       | Li Junhui Liu Yuchen                           | Christinna Pedersen Kamilla Rytter Juhl | Zheng Siwei Chen Qingchen                   |
| Korea         | Qiao Bin                 | Akane Yamaguchi   | Lee Yong-dae Yoo Yeon-seong                    | Jung Kyung-eun Shin Seung-chan          | Ko Sung-hyun Kim Ha-na                      |
| Dänemark      | Tanongsak Saensomboonsuk | Akane Yamaguchi   | Goh V Shem Tan Wee Kiong                       | Misaki Matsutomo Ayaka Takahashi        | Joachim Fischer Nielsen Christinna Pedersen |
| Frankreich    | Shi Yuqi                 | He Bingjiao       | Mathias Boe Carsten Mogensen                   | Chen Qingchen Jia Yifan                 | Zheng Siwei Chen Qingchen                   |
| China         | Jan Ø. Jørgensen         | P. V. Sindhu      | Markus Fernaldi Gideon Kevin Sanjaya Sukamuljo | Chang Ye-na Lee So-hee                  | Tontowi Ahmad Liliyana Natsir               |
| Hongkong      | Ng Ka Long               | Tai Tzu-ying      | Takeshi Kamura Keigo Sonoda                    | Christinna Pedersen Kamilla Rytter Juhl | Tontowi Ahmad Liliyana Natsir               |
| Finale        | Viktor Axelsen           | Tai Tzu-ying      | Goh V Shem Tan Wee Kiong                       | Chen Qingchen Jia Yifan                 | Zheng Siwei Chen Qingchen                   |